# Xylophanes haxairei
Xylophanes haxairei is een vlinder uit de familie van de pijlstaarten (Sphingidae). De wetenschappelijke naam van de soort werd in 1985 gepubliceerd door Jean-Marie Cadiou.